# Hubertus Murrenhoff

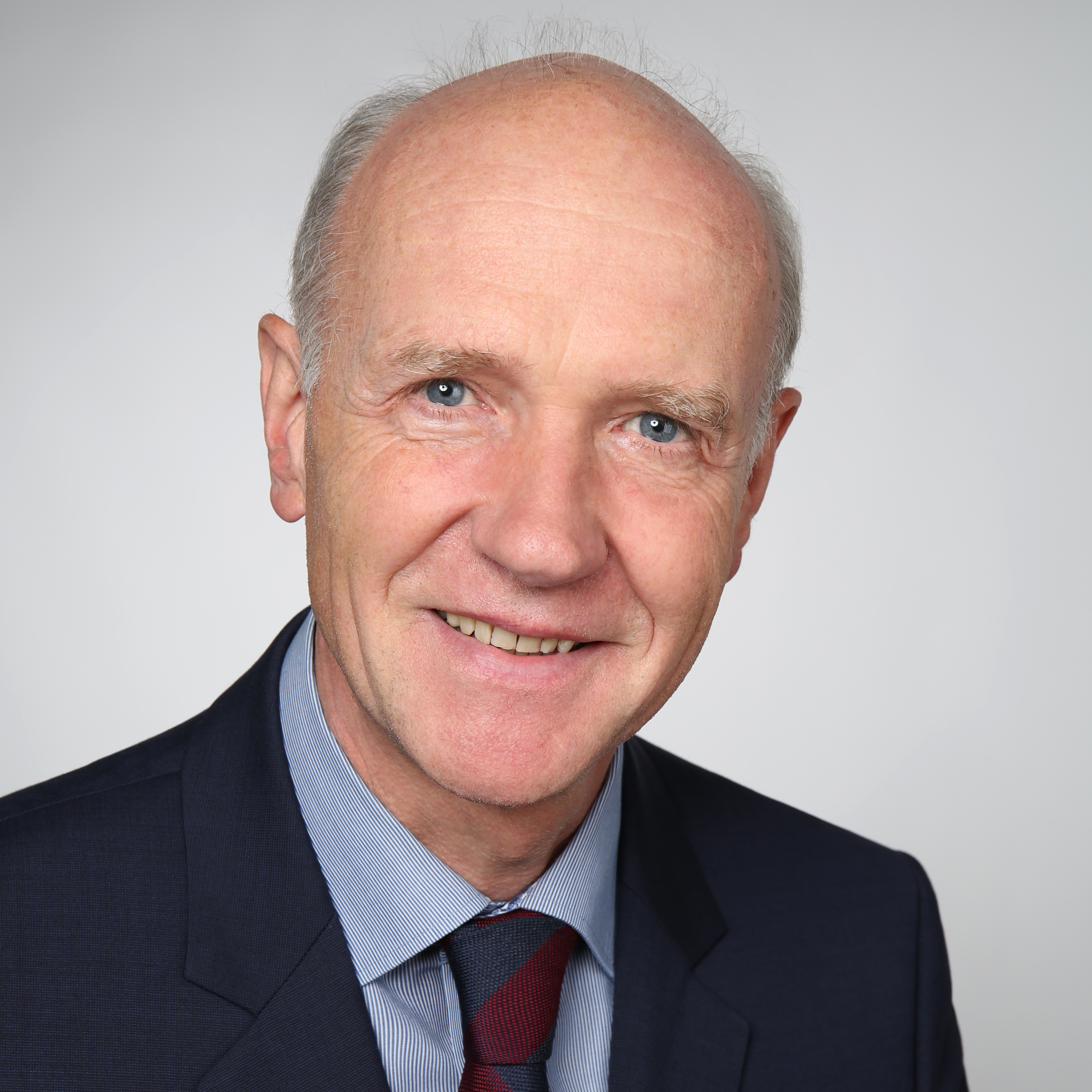
Hubertus Murrenhoff 2018

Hubertus Murrenhoff (* 13. August 1953 in Gladbeck) ist ein deutscher Maschinenbauingenieur und Professor an der RWTH Aachen.

## Leben und Karriere
Murrenhoff ist das zweitälteste Kind des selbstständigen Schmiede- und Schlossermeisters Bernhard Murrenhoff und seiner Frau Agnes, geb. Breick. Seine Mutter starb früh im Jahr 1956. Er hat drei Geschwister und aus der zweiten Ehe seines Vaters zwei Halbgeschwister.
Nach seiner Grundschulzeit in der Hermannschule seiner Heimatstadt und dem Abitur im Jahr 1973 am mathematisch-naturwissenschaftlichen Heisenberg-Gymnasium in Gladbeck studierte Murrenhoff vom Wintersemester 1973/74 bis Ende Wintersemester 1977/78 Maschinenbau an der RWTH Aachen mit dem Schwerpunkt „Fluidtechnische Antriebstechnik“ und erreichte im März 1978 den Abschluss als Diplom-Ingenieur.
Anschließend war Murrenhoff als wissenschaftlicher Mitarbeiter am Institut für hydraulische und pneumatische Antriebe und Steuerungen (IHP) der RWTH Aachen bei seinem späteren Doktorvater Wolfgang Backé tätig. Zu seinem Aufgabengebiet gehörten die Abwicklung von Forschungs- und Entwicklungsaufgaben für öffentliche Auftraggeber und die Industrie sowie die Einbindung in Lehrverpflichtungen. Im Januar 1983 wurde er mit dem Thema Regelung von verstellbaren Verdrängereinheiten am Konstant-Drucknetz in der Fakultät für Maschinenwesen promoviert.
Im Anschluss daran wurde Murrenhoff ab Februar 1983 als Oberingenieur am IHP übernommen; ihm unterstanden etwa 80 Mitarbeitende, von denen etwa ein Drittel wissenschaftliche Angestellte waren. Die Finanzierung erfolgte zu mehr als zwei Dritteln aus Drittmitteln über öffentliche Projekte sowie über Forschungs- und Entwicklungsmaßnahmen aus der Industrie. Aufbauend auf diese Erfahrungen begann Murrenhoff im November 1986 eine Industriekarriere. Zunächst nahm er als Trainee und Entwicklungsingenieur eine neunmonatige Anstellung als Vorbereitung auf einen anschließenden vierjährigen Einsatz in den USA bei der damaligen Barmag AG in Remscheid an. Die Barmag war zu der Zeit ein namhafter Hersteller von Textil- und Kunststoffmaschinen und diversifizierte in die Bereiche Hydraulik und Automobiltechnik.
Zum August 1987 wurde Murrenhoff als Assistant to the President zur HSC Controls Inc. in Amherst, NY delegiert. Seine Verantwortung waren spezielle Entwicklungsprojekte sowie der Aufbau eines Engineering Management Systems. Als Beteiligungsgesellschaft der Barmag stellte HSC kundenspezifische Servoventile für die Kraftstoffregelung in Flugturbinen und Servoantriebe für die Flugsteuerung her. Im August 1988 wurde Murrenhoff zum Director of Engineering and Marketing bestellt und war verantwortlich für Konstruktion, Entwicklung und Vertrieb mit seinen nationalen und internationalen Vertretungen. Zum Oktober 1989 erfolgte seine Berufung in die Geschäftsführung als Vizepräsident.
Zwei Jahre später, im Oktober 1991, kehrte Murrenhoff nach Deutschland zurück und nahm bei der Firma Magnet-Schultz (MSM) in Memmingen (Allgäu) die Aufgaben in der technischen Leitung wahr. Er war dort verantwortlich für die Entwicklung, Konstruktion und Produktion und wurde im Januar 1993 technischer Geschäftsführer des Unternehmens.
Im Jahre 1994 erreichte Murrenhoff der Ruf als Universitätsprofessor an die RWTH Aachen für die Nachfolge Wolfgang Backés, dessen Emeritierung anstand. Diesen Ruf nahm er an und kam im Oktober 1994 an seine Alma Mater zurück, um das Fachgebiet „Fluidtechnische Antriebe und Steuerungen“ zu vertreten. Damit wurde er zugleich Direktor des Institutes sowie des gleichnamigen Lehrgebietes mit der Abkürzung „IFAS“ der RWTH Aachen. Bis 2024 konnte er insgesamt 108 Wissenschaftler aus dem In- und Ausland zur Promotion führen.
Zu Murrenhoffs Errungenschaften gehört die Etablierung des Internationalen Fluidtechnischen Kolloquiums (IFK). Gemeinsam mit dem damaligen Institut für Fluidtechnik (IFD) unter Leitung von Siegfried Helduser der TU Dresden rief er diese Tagung im Jahre 1998 ins Leben. Sie baute auf das von Wolfgang Backé gegründete Aachener Fluidtechnische Kolloquium auf. Seitdem wird diese Konferenz in internationaler Ausrichtung abwechselnd vom IFD in Dresden (heute Jürgen Weber, Professur für fluidmechatronische Systemtechnik) und dem ifas in Aachen im zweijährigen Turnus ausgerichtet. Mit teilweise über 1000 Teilnehmern wurde die Bedeutung des Fachgebietes national und international untermauert. Zum 11. Internationalen Fluidtechnischen Kolloquiums (IFK) im Jahre 2018 konnte er den Stab an seine ehemalige Doktorandin Katharina Schmitz übergeben und wurde 2019 emeritiert.

## Forschung
Aufbauend auf seine Erfahrungen mit entsprechenden Netzwerken konnte Murrenhoff eigene Akzente in der Forschung setzen. So gelang ihm 1997 die Einwerbung des Sonderforschungsbereiches Umweltverträgliche Tribosysteme (SFB 442) der Deutschen Forschungsgemeinschaft (DFG). Er war von 1997 bis 2011 Sprecher des am längsten laufenden Sonderforschungsbereichs an der RWTH Aachen. Im Anschluss daran wurden noch viele Transferprojekte der DFG bewilligt, die den Übergang des erarbeiteten Know-Hows in die Industrie unterstützt haben.
Aus dem SFB 442 wurde zusammen mit dem Peter-Grünberg-Institut (PGI) des Forschungszentrums Jülich ein „Koselleck-Projekt“ der DFG zum Thema Dynamische Dichtvorgänge eingeworben. Der maßgebliche Forscher des PGI war Bo Persson.
Die Bedeutung der Forschungsarbeit Murrenhoffs auf dem Gebiet der Fluidtechnik spiegelt sich zudem in den zahlreichen eingeworbenen Drittmittelprojekten wider, die von der DFG, dem Bundesministerium für Bildung und Forschung, der EU sowie aus Industrieforschung bestanden. Erfolgreich war dabei die Zusammenarbeit in der Gemeinschaftsforschung mit der Arbeitsgemeinschaft industrieller Forschungsvereinigungen „Otto von Guericke“ (AIF) und deren Forschungsvereinigung FKM, die über den Fachverband Fluidtechnik im Verband Deutscher Maschinen- und Anlagenbau (VDMA) organisiert wurden.

## Nebentätigkeiten
Murrenhoff war Herausgeber und Mitherausgeber der Fachzeitschrift O + P (Ölhydraulik und Pneumatik), die in den Vereinigten Fachverlagen Mainz von 1994 bis 2018 erschien. Durch Murrenhoffs Mitarbeit konnten peer-reviewte Beiträge der Zeitschrift in der Wissenschaftslandschaft anerkannt werden und seine Erfahrungen aus der Zeit als Beiratsmitglied des Journal of Systems and Control Engineering der Londoner Institution of Mechanical Engineers (1996–2010) einfließen. Von 1994 bis 2018 war er als Organisator des zweijährlich stattfindenden Internationalen fluidtechnischen Kolloquiums (AFK, und seit 1998 IFK im Wechsel mit der TU Dresden) verantwortlich. Damit diese Tagungen im Universitätsumfeld durchführbar waren, wurde der gemeinnützige Verein Fördervereinigung Fluidtechnik e. V., Aachen gegründet. In diesem Verein war Murrenhoff von 1994 bis 2018 stellvertretendes Vorstandsmitglied und wurde mit Eintritt in den Ruhestand Beiratsmitglied auf Lebenszeit.
Zur Durchführung der Institutsprojekte im Sonderforschungsbereich Autonome Produktionszellen (SFB 368), der durch die DFG von 1994 bis 2005 gefördert wurde, war Murrenhoff dort ebenfalls aktives Mitglied. Er war zudem der Sprecher des Sonderforschungsbereiches Umweltverträgliche Tribosysteme (SFB 442), der durch die DFG von 1997 bis 2011 finanziert wurde. Seine Mitarbeit im Exzellenzcluster Tailor Made Fuels from Biomass (TMFB) der RWTH von 2007 bis 2018 basierte auf den Forschungsergebnissen im SFB 442; insbesondere in der Tribologie.
Im internationalen Wissenschaftsumfeld war Murrenhoff von 1999 bis 2016 Vorsitzender des Network of Fluid Power Centres in Europe (FPCE). Dieses Netzwerk war ein Zusammenschluss europäischer Institutionen, die sich dem Forschungsgebiet der Fluidtechnik widmeten. Im Jahr 2016 erfolgte der Zusammenschluss von FPCE und FPNI (Fluid Power Net International), der von ihm maßgeblich forciert wurde. So entstand die Global Fluid Power Society (GFPS), deren Vorsitzender er bis 2018 war. Murrenhoff war Mitglied des wissenschaftlichen Beirates des Center for Compact and Efficient Fluid Power  (CCEFP), das von 2006 bis 2018 durch die US-amerikanische National Science Foundation gefördert wurde.
In der akademischen Selbstverwaltung von Fakultät und RWTH war Murrenhoff von 1998 bis 2008 zunächst Prodekan für Struktur der Fakultät für Maschinenwesen und im Anschluss bis Oktober 2010 nebenamtlicher Dekan der Fakultät für Maschinenwesen. Ferner leitete er von 2013 bis 2018 das Praktikantenamt der Fakultät. Aufgrund seines Netzwerkes in die DFG und die RWTH sowie seiner kooperativen Führung wurde er von Juni 2012 bis Ende 2018 zum DFG-Vertrauensdozent der RWTH Aachen gewählt. Zur Unterstützung der Neuausrichtung der Forschungsgesellschaft für biomedizinische Technik e. V. des Helmholtz-Instituts an der RWTH Aachen saß er dort von 1998 bis zum Abschluss der Umstrukturierung im Jahr 2001 als Beiratsmitglied im Vorstand.
Für die Begleitung von Forschungsaktivitäten im Bereich biologisch schnell abbaubarer Fluide gehörte Murrenhoff von 2013 bis 2019 zum Vorstand der TAT gGmbH, Rheine AG, Bioöle. Zur Einbringung der Förderung der fluidtechnischen Antriebstechnik in die Organe des Vereins Deutscher Ingenieure war er von 1998 bis 2004 Vorsitzender des Aachener VDI-Bezirksvereins e. V., von 2012 bis 2015 stellvertretender Vorsitzender und ab 2016 Mitglied des erweiterten Vorstands. Darüber hinaus ist er auf internationaler Ebene seit 1988 Mitglied der Society of Automotive Engineers (SAE) und seit 2013 American-Society-of-Mechanical-Engineers-Mitglied.
Darüber hinaus arbeitet Murrenhoff im wissenschaftlichen Umfeld als ehrenamtlicher Gutachter und ist ferner amtlicher Gutachter deutscher und ausländischer öffentlicher Einrichtungen, Gerichtsgutachter (Landes-, Oberlandesgerichte, Bundesgerichtshof) sowie der Industrie seit 1994. Im industriellen Umfeld ist er Berater der fluidtechnischen Industrie und übt seit 1994 Beiratstätigkeiten für die Branche der Fluidtechnik aus. So ist er beispielsweise seit 2018 Beiratsvorsitzender eines Unternehmens der Fluidtechnik und war im internationalen Umfeld seit 1998 Mitglied des technischen Beirats der Firma Arvin Industries, Inc. in Columbus, Indiana, sowie von Mitte 2000 bis 2005 Mitglied des Engineering Council von Arvin Meritor, Inc. in Troy/Michigan.
Murrenhoff war des Weiteren von 1996 bis 2020 Gesellschafter der Fluidon GmbH in Aachen sowie von 2011 bis 2021 der Hydraulischen Antriebstechnik P&G GmbH in Altena.

## Privates
Hubertus Murrenhoff ist verheiratet und hat zwei Kinder. Seine Hobbys sind Projekte im Bereich Bauen, Wohnen, Gärtnern sowie Lesen, Radfahren, Wandern, Reisen und internationale Austausche.

## Ehrungen
- Borchers-Plakette[21], RWTH Aachen, 1983
- Bramah Medaille[22], Institution of Mechanical Engineers (IMechE) in London, April 2002
- Ehrenplakette des Vereins Deutscher Ingenieure (VDI), März 2004
- ASME Robert E. Koski Medal[23], 2014
- RWTH Fellow[24] 2015
- Benennung des ifas Erweiterungsbaus[25] in Hubertus Murrenhoff Halle, 2020.

## Publikationen
- Grundlagen der Fluidtechnik – Teil 2: Pneumatik, Shaker Verlag, 2006, ISBN 3-8322-4638-X.
- Servohydraulik – Geregelte hydraulische Antriebe, Shaker Verlag, 2008, ISBN 978-3-8322-7067-4.
- Fluidtechnik für mobile Anwendungen, Shaker Verlag, 2008, ISBN 978-3-8322-7770-3.
- Umweltverträgliche Tribosysteme: Die Vision einer umweltverträglichen Werkzeugmaschine, Springer Verlag, 2010, ISBN 978-3-642-04996-5.
- Grundlagen der Fluidtechnik – Teil 1: Hydraulik, Shaker Verlag, 2016, ISBN 978-3-8440-1223-1.